# Liste der Stolpersteine im Stuttgarter Stadtbezirk Möhringen
In der Liste der Stolpersteine im Stuttgarter Stadtbezirk Möhringen sind alle
elf
Stolpersteine aufgeführt, die im Stuttgarter Stadtbezirk Möhringen im Rahmen des Projekts des Künstlers Gunter Demnig an bislang drei Terminen verlegt wurden. Auf Betreiben der Stolpersteininitiative Stuttgart-Vaihingen wurden die ersten Stolpersteine in Möhringen am 9. Oktober 2017 gesetzt, der bislang letzte im Juli 2020.

## Stolpersteine in Möhringen
Die Tabelle ist teilweise sortierbar; die Grundsortierung erfolgt alphabetisch nach dem Verlegeort. Die Spalte Person, Inschrift kann nach dem Namen der Person alphabetisch sortiert werden.
| Bild | Person, Inschrift | Verlegeort | Verlege- datum | Information                                                  |
| ---- | --- | --- | -------------- | ------------------------------------------------------------ |
|      | IN SINDELFINGEN GEBOREN WASILI DERSCHIRUKA JG. 1944 MANGELNDE VERSORGUNG TOT 6.2.1945                                                              | Balinger Straße 111 (Jugendfarm Möhringen) (Lage)                                                                           | 9. Okt. 2017   | Wasili Derschiruka (* 3. März 1944; † 6. Februar 1945)       |
|      | HIER LEBTE LENA GONTSCHAR JG. 1942 SOWJETUNION MANGELNDE VERSORGUNG TOT 9.3.1945                                                                   | Balinger Straße 111 (Jugendfarm Möhringen) (Lage)                                                                           | 9. Okt. 2017   | Lena Gontschar (* 10. Juni 1942; † 9. März 1945)             |
|      | IN STUTTGART GEBOREN NIKOLAI KUBRIZIN JG. 1944 MANGELNDE VERSORGUNG TOT 11.10.1944                                                                 | Balinger Straße 111 (Jugendfarm Möhringen) (Lage)                                                                           | 9. Okt. 2017   | Nikolai Kubrizin (* 19. Februar 1944; † 11. Oktober 1944)    |
|      | HIER LEBTE LIDIJA MATURNEWITSCH JG. 1940 SOWJETUNION MANGELNDE VERSORGUNG TOT 24.10.1944                                                           | Balinger Straße 111 (Jugendfarm Möhringen) (Lage)                                                                           | 9. Okt. 2017   | Lidija Maturnewitsch (* 5. Februar 1940; † 24. Oktober 1944) |
|      | IN SINDELFINGEN GEBOREN ANATOLI PINSCHONIN JG. 1944 MANGELNDE VERSORGUNG TOT 21.3.1945                                                             | Balinger Straße 111 (Jugendfarm Möhringen) (Lage)                                                                           | 9. Okt. 2017   | Anatoli Pinschonin (* 14. April 1944; † 21. März 1945)       |
|      | IN SINDELFINGEN GEBOREN VIKTOR SAWTSCHENKO JG. 1944 MANGELNDE VERSORGUNG TOT 3.2.1945                                                              | Balinger Straße 111 (Jugendfarm Möhringen) (Lage)                                                                           | 9. Okt. 2017   | Viktor Sawtschenko (* 13. April 1944; † 3. Februar 1945)     |
|      | IN SINDELFINGEN GEBOREN LUDMILA WASEKINA JG. 1944 MANGELNDE VERSORGUNG TOT 29.9.1944                                                               | Balinger Straße 111 (Jugendfarm Möhringen) (Lage)                                                                           | 9. Okt. 2017   | Ludmila Wasekina (* 17. Februar 1944; † 29. September 1944)  |
|      | HIER WOHNTE GERTRUD DÄUBLE GEB. FRICK JG. 1903 EINGEWIESEN 1935 HEILANSTALT WINNENTAL 'VERLEGT' 30.5.1940 GRAFENECK ERMORDET 30.5.1940 'AKTION T4' | Oberdorfstraße 12 (Lage) | 9. Juli 2020   | Gertrud Däuble (1903–1940)                                   |
|      | IN STUTTGART GEBOREN NADJA JAKIMENKO JG. 1944 MANGELNDE VERSORGUNG TOT 7.9.1944                                                                    | Sigmaringer Straße 85 (Rembrandtschulzentrum anstatt direkt vor den Hansa-Metallwerke) (Lage) Sigmaringer Straße 107 (Lage) | 11. Juli 2018  | Nadja Jakimenko (* 3. Februar 1944; † 7. September 1944)     |
|      | IN STUTTGART GEBOREN OLGA TSCHETIRBOK JG. 1944 MANGELNDE VERSORGUNG TOT 11.9.1944                                                                  | Sigmaringer Straße 85 (Rembrandtschulzentrum anstatt direkt vor den Hansa-Metallwerke) (Lage) Sigmaringer Straße 107 (Lage) | 11. Juli 2018  | Olga Tschetirbok (* 21. April 1944; † 11. September 1944)    |
|      | IN STUTTGART GEBOREN LYDIA MARTSCHENKO JG. 1944 MANGELNDE VERSORGUNG TOT 17.4.1945                                                                 | Sigmaringer Straße 85 (Rembrandtschulzentrum anstatt direkt vor den Hansa-Metallwerke) (Lage) Sigmaringer Straße 107 (Lage) | 11. Juli 2018  | Lydia Martschenko (* 28. Februar 1944; † 17. April 1945)     |